# Nama rotundifolia
Nama rotundifolia' là loài thực vật có hoa trong họ Mồ hôi. Loài này được (A. Gray ex Hemsl.) J.F. Macbr. mô tả khoa học đầu tiên năm 1917.